# Astroboa albatrossi
Astroboa albatrossi is een slangster uit de familie Gorgonocephalidae.
De wetenschappelijke naam van de soort werd in 1927 gepubliceerd door Ludwig Döderlein.